# 新井悠介
新井 悠介（あらい ゆうすけ、1978年7月14日 - ）は、日本の実業家。元GMOイプシロン株式会社代表取締役社長、元GMOペイメントゲートウェイ株式会社取締役。複数の企業の設立や経営、社外取締役として活動している。神奈川県横浜市出身。

## 概要
GMOペイメントゲートウェイ株式会社を中核とするGMOグループで複数の役職を務めたのち、起業家として独立。フィンテック領域を中心に複数の企業に関与し、スタートアップ支援や企業の経営顧問、社外取締役としても活動している。父親は元森永製菓社長の新井徹。

## 経歴
神奈川県立松陽高等学校、東海大学卒業後、2002年株式会社カードコマースサービス（現・GMOペイメントゲートウェイ株式会社）に入社し、フィンテック業界に参入。  2005年にはイプシロン株式会社（現・GMOイプシロン株式会社）の取締役に就任し、翌2006年に代表取締役社長に昇格した。
2014年、GMOペイメントゲートウェイ株式会社の取締役に就任。2018年にはGMO医療予約技術研究所の取締役も兼務するなど、GMOグループ内で複数の役職を歴任した。
2019年に株式会社スケールを創業し、代表取締役に就任。以降は複数のスタートアップや上場企業の経営にも関与している。  2020年には株式会社ギブリーおよび株式会社ホープの社外取締役に就任。  2021年には、株式会社スパイラリングアップを創業し代表取締役に就任。トラベルブック株式会社、パシフィックポーター株式会社の社外取締役、および株式会社エンズゴルフの代表取締役を務める。  2024年、ネクステージグループホールディングス株式会社の社外取締役に就任。